# Zlatý pohár CONCACAF 1998
Zlatý pohár CONCACAF 1998 bylo 14. mistrovství pořádané fotbalovou asociací CONCACAF. Vítězem se stala potřetí v řadě Mexická fotbalová reprezentace.

## Kvalifikované týmy
Hlavní článek: Kvalifikace na Zlatý pohár CONCACAF 1998
Severoamerická zóna - kvalifikováni automaticky: (Kanada se vzdala účasti)
- USA (hostitel)
- Mexiko

Karibská zóna - kvalifikováni přes Karibský pohár 1996 a Karibský pohár 1997:
- 1. místo:  Trinidad a Tobago (vítěz obou ročníků Karibského poháru)
- 2. místo:  Kuba (vítěz z utkání obou poražených finalistů z obou ročníků)
- 3. místo:  Jamajka (dodatečná náhrada za odhlášenou Kanadu)

Středoamerická zóna - kvalifikováni přes Středoamerický pohár 1997:
- 1. místo:  Kostarika
- 2. místo:  Guatemala
- 3. místo:  Salvador
- 4. místo:  Honduras

Pozvaný tým
- Brazílie

## Základní skupiny
Do play off postoupili vítězové jednotlivých skupin a tým na druhém místě čtyřčlenné skupiny.

### Skupina A
| Tým       | Z | V | R | P | VG | IG | +/- | B |
| --------- | - | - | - | - | -- | -- | --- | - |
| Jamajka   | 3 | 2 | 1 | 0 | 5  | 2  | +3  | 7 |
| Brazílie  | 3 | 1 | 2 | 0 | 5  | 1  | +4  | 5 |
| Guatemala | 3 | 0 | 2 | 1 | 3  | 4  | −1  | 2 |
| Salvador  | 3 | 0 | 1 | 2 | 0  | 6  | −6  | 1 |

| 1. února 1998 |        |           |                                                                                       |
| Salvador      | 0:0    | Guatemala | Los Angeles Memorial Coliseum, Los Angeles diváci: 26 391 rozhodčí: Ali Bujsaim (SAE) |
|               | Report |           | Los Angeles Memorial Coliseum, Los Angeles diváci: 26 391 rozhodčí: Ali Bujsaim (SAE) |

| 3. února 1998 |        |         |                                                                       |
| Brazílie      | 0:0    | Jamajka | Orange Bowl, Miami diváci: 43 754 rozhodčí: Esfandiar Baharmast (USA) |
|               | Report |         | Orange Bowl, Miami diváci: 43 754 rozhodčí: Esfandiar Baharmast (USA) |

| 5. února 1998 |        |           |                                                                                |
| Brazílie      | 1:1    | Guatemala | Orange Bowl, Miami diváci: 17 842 rozhodčí: Ramesh Ramdhan (Trinidad a Tobago) |
| Romário 79'   | Report | Plata 90' | Orange Bowl, Miami diváci: 17 842 rozhodčí: Ramesh Ramdhan (Trinidad a Tobago) |

| 8. února 1998 |        |                                       |                                                                                                 |
| Salvador      | 0:4    | Brazílie                              | Los Angeles Memorial Coliseum, Los Angeles diváci: 55 017 rozhodčí: Rodrigo Badilla (Kostarika) |
|               | Report | Edmundo 7' Romário 19' Élber 87', 90' | Los Angeles Memorial Coliseum, Los Angeles diváci: 55 017 rozhodčí: Rodrigo Badilla (Kostarika) |

| 8. února 1998          |        |                            |                                                                                                   |
| Guatemala              | 2:3    | Jamajka                    | Los Angeles Memorial Coliseum, Los Angeles diváci: 55 017 rozhodčí: Arturo Brizio Carter (Mexiko) |
| Plata 16' Westphal 84' | Report | Hall 14', 67' Williams 55' | Los Angeles Memorial Coliseum, Los Angeles diváci: 55 017 rozhodčí: Arturo Brizio Carter (Mexiko) |

| 9. února 1998         |        |          |                                                                                               |
| Jamajka               | 2:0    | Salvador | Los Angeles Memorial Coliseum, Los Angeles diváci: 26 391 rozhodčí: Mohammed Nazri (Malajsie) |
| Gayle 41' Simpson 62' | Report |          | Los Angeles Memorial Coliseum, Los Angeles diváci: 26 391 rozhodčí: Mohammed Nazri (Malajsie) |

- Zápas se měl hrát původně 6. února, ale byl odložen kvůli prudkému dešti.

### Skupina B
| Tým               | Z | V | R | P | VG | IG | +/- | B |
| ----------------- | - | - | - | - | -- | -- | --- | - |
| Mexiko            | 2 | 2 | 0 | 0 | 6  | 2  | +4  | 6 |
| Trinidad a Tobago | 2 | 1 | 0 | 1 | 5  | 5  | 0   | 3 |
| Honduras          | 2 | 0 | 0 | 2 | 1  | 5  | −4  | 0 |

| 1. února 1998 |        |                         |                                                                                |
| Honduras      | 1:3    | Trinidad a Tobago       | Oakland Coliseum, Oakland diváci: 11 234 rozhodčí: Peter Prendergast (Jamajka) |
| Pavón 66'     | Report | Nixon 35' John 39', 70' | Oakland Coliseum, Oakland diváci: 11 234 rozhodčí: Peter Prendergast (Jamajka) |

| 4. února 1998                               |        |                        |                                                                       |
| Mexiko                                      | 4:2    | Trinidad a Tobago      | Oakland Coliseum, Oakland diváci: 17 256 rozhodčí: Mendoça (Brazílie) |
| Ramírez 37' Hernández 63', 82' Palencia 65' | Report | Marcelle 59' Nixon 75' | Oakland Coliseum, Oakland diváci: 17 256 rozhodčí: Mendoça (Brazílie) |

| 7. února 1998   |        |          |                                                                              |
| Mexiko          | 2:0    | Honduras | Oakland Coliseum, Oakland diváci: 36 240 rozhodčí: Esfandiar Baharmast (USA) |
| Blanco 22', 86' | Report |          | Oakland Coliseum, Oakland diváci: 36 240 rozhodčí: Esfandiar Baharmast (USA) |

### Skupina C
| Tým       | Z | V | R | P | VG | IG | +/- | B |
| --------- | - | - | - | - | -- | -- | --- | - |
| USA       | 2 | 2 | 0 | 0 | 5  | 1  | +4  | 6 |
| Kostarika | 2 | 1 | 0 | 1 | 8  | 4  | +4  | 3 |
| Kuba      | 2 | 0 | 0 | 2 | 2  | 10 | −8  | 0 |

| 1. února 1998                            |        |      |                                                                         |
| USA                                      | 3:0    | Kuba | Oakland Coliseum, Oakland diváci: 11 234 rozhodčí: Mourad Daami (Tunis) |
| Wegerle 55' Wynalda 58' Moore 76' (pen.) | Report |      | Oakland Coliseum, Oakland diváci: 11 234 rozhodčí: Mourad Daami (Tunis) |

| 4. února 1998                                                   |        |                                             |                                                                                  |
| Kostarika                                                       | 7:2    | Kuba                                        | Oakland Coliseum, Oakland diváci: 17 256 rozhodčí: Arturo Brizio Carter (Mexiko) |
| Berry 3' Wanchope 21', 32', 64', 78' López 29' (pen.) Myers 44' | Report | Marten-Pellicier 50' Cebranco-Rodríguez 90' | Oakland Coliseum, Oakland diváci: 17 256 rozhodčí: Arturo Brizio Carter (Mexiko) |

| 7. února 1998     |        |            |                                                                              |
| USA               | 2:1    | Kostarika  | Oakland Coliseum, Oakland diváci: 36 240 rozhodčí: Mohammed Nazri (Malajsie) |
| Pope 7' Preki 78' | Report | Oviedo 56' | Oakland Coliseum, Oakland diváci: 36 240 rozhodčí: Mohammed Nazri (Malajsie) |

## Play off

### Semifinále
| 10. února 1998 |        |          |                                                                                       |
| USA            | 1:0    | Brazílie | Los Angeles Memorial Coliseum, Los Angeles diváci: 12 298 rozhodčí: Ali Bujsaim (SAE) |
| Preki 65'      | Report |          | Los Angeles Memorial Coliseum, Los Angeles diváci: 12 298 rozhodčí: Ali Bujsaim (SAE) |

| 12. února 1998 |              |         |                                                                                                 |
| Mexiko         | 1:0 (prodl.) | Jamajka | Los Angeles Memorial Coliseum, Los Angeles diváci: 45 507 rozhodčí: Rodrigo Badilla (Kostarika) |
| Hernández 105' | Report       |         | Los Angeles Memorial Coliseum, Los Angeles diváci: 45 507 rozhodčí: Rodrigo Badilla (Kostarika) |

### O 3. místo
| 15. února 1998 |        |         |                                                                                       |
| Brazílie       | 1:0    | Jamajka | Los Angeles Memorial Coliseum, Los Angeles diváci: 91 255 rozhodčí: Ali Bujsaim (SAE) |
| Romário 77'    | Report |         | Los Angeles Memorial Coliseum, Los Angeles diváci: 91 255 rozhodčí: Ali Bujsaim (SAE) |

### Finále
| 15. února 1998 |        |               | |
| USA            | 0:1    | Mexiko        | Los Angeles Memorial Coliseum, Los Angeles diváci: 91 255 rozhodčí: Ramesh Ramdhan (Trinidad a Tobago) |
|                | Report | Hernández 43' | Los Angeles Memorial Coliseum, Los Angeles diváci: 91 255 rozhodčí: Ramesh Ramdhan (Trinidad a Tobago) |